# Super High Roller Bowl London

Logo des Super High Roller Bowl London

Der Super High Roller Bowl London war die siebte Austragung dieses Pokerturniers und die zweite außerhalb des Las Vegas Strip. Er wurde am 13. und 14. September 2019 im Aspers Casino in London ausgespielt und war mit seinem Buy-in von 250.000 Pfund Sterling hinter dem Triton Million for Charity das zweitteuerste Pokerturnier des Jahres 2019. Das Event wurde von Poker Central veranstaltet.

## Struktur
Das Turnier in der Variante No Limit Hold’em wurde am 13. und 14. September 2019 gespielt und knüpfte damit unmittelbar an die British Poker Open an. Das Buy-in betrug 250.000 Pfund Sterling und entsprach damit in etwa dem in Las Vegas verlangten Buy-in von 300.000 US-Dollar. Die Obergrenze an Teilnehmern lag bei 49 Spielern.

## Übertragung
Die Übertragung wurde von Poker Central übernommen. Zum Schauen war ein kostenpflichtiges Abonnement bei der Streaming-Plattform PokerGO nötig.

## Teilnehmer
Die 12 Teilnehmer lauteten:
| - Timothy Adams - Michael Addamo - Mikita Badsjakouski - Stephen Chidwick | - Matthias Eibinger - Darren Elias - Sam Greenwood - Almedin Imširović | - Bryn Kenney - Cary Katz - David Peters - Christoph Vogelsang |

## Ergebnisse

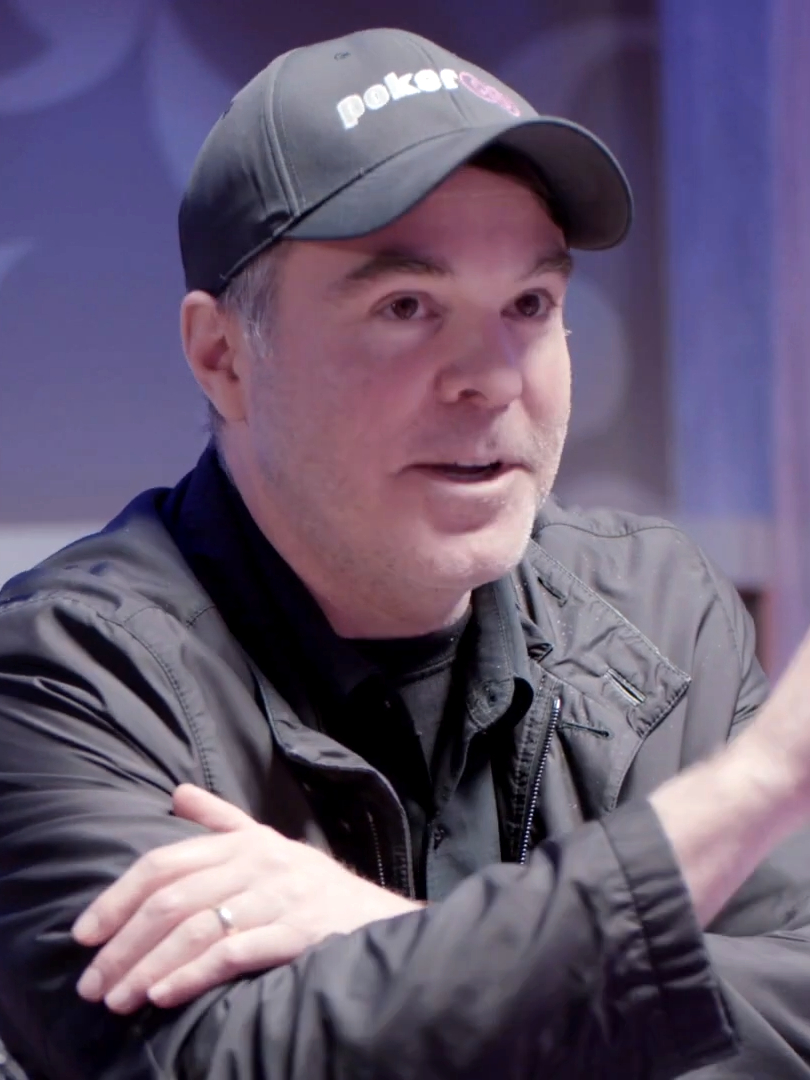
Cary Katz (2018)

Alle Spieler starteten mit einem Stack von 250.000 Chips. Nach dem ersten Turniertag befanden sich noch sieben Spieler im Turnier. Christoph Vogelsang ging als Chipleader in den Finaltisch. Dort übernahm schnell Almedin Imširović die Führung in Chips, nachdem er zunächst mit A♣ A♠ sowohl David Peters als auch Sam Greenwood und wenige Hände später Mikita Badsjakouski mit K♥ K♣ aus dem Turnier genommen hatte. Anschließend wurde fast sieben Stunden zu viert gespielt. In dieser Zeit erspielte sich Cary Katz durch mehrmaliges Verdoppeln seines Stacks den Chiplead. Schließlich musste Stephen Chidwick als nächster Spieler den Tisch verlassen, nachdem er nach einem verlorenen Flip gegen Imširović nur noch wenige Chips vor sich stehen hatte. Wenig später schied Vogelsang auf dem letzten unbezahlten Platz aus, als sein 6♥ 6♦ dem Full House von Imširovićs K♠ 7♥ unterlegen war. Letzterer ging damit als Führender ins Heads-Up. Nach mehreren wechselnden Chipleads gingen letztlich auf einem Board von K♣ A♠ 6♠ T♣ 5♠ alle Chips in die Mitte: Imširović hielt T♥ T♠ für ein Set, Katz machte mit Q♠ 3♠ jedoch einen Flush und sicherte sich damit den Turniersieg. Imširović erhielt 900.000 Pfund und Katz 2,1 Millionen Pfund, was für beide Spieler ihr bis dahin höchstes gewonnenes Turnierpreisgeld bedeutete.
| Platz | Herkunft                | Spieler           | Preisgeld | Preisgeld    |
| Platz | Herkunft                | Spieler           | in Pfund  | in US-Dollar |
| ----- | ----------------------- | ----------------- | --------- | ------------ |
| 1     | Vereinigte Staaten      | Cary Katz         | 2.100.000 | 2.610.317    |
| 2     | Bosnien und Herzegowina | Almedin Imširović | 0.900.000 | 1.118.707    |